# Uluborlu
Uluborlu ist eine Kleinstadt an der Fernstraße D 320 und Hauptort des gleichnamigen Landkreises in der türkischen Provinz Isparta. Der Landkreis ist der zweitkleinste Landkreis der Provinz und liegt in ihrem Nordwesten. Er grenzt im Osten an den Kreis Senirkent, im Südwesten an den Kreis Atabey und im Süden an die Kreise Gönen und Keçiborlu. Im Nordwesten bildet die Provinz Afyonkarahisar (Kreis Dinar) die Grenze. Der Kreis besteht neben der Kreisstadt aus vier Dörfern (Köy): Dere (317), Küçükkabaca (279), İleydağı (263) und İnhisar (107 Einw.).

## Lage
Die Stadt Uluborlu liegt 35 km nördlich der Provinzhauptstadt am Südwestende der Gençali Ovası, einer langgestreckten breiten Talschaft am Nordwestende des Eğirdir-Sees zwischen den Ausläufern des Karakuş Dağı im Norden und des Barla Dağı im Süden unterhalb der Nordwestabdachung des 2463 m hohen Kapı Dağı an der Mündung des kleinen Şehir Çayı in den Pupa Çayı, der 30 km weiter östlich in den Eğirdir-See mündet. Die antike Vorläufersiedlung auf durchschnittlicher Höhe von 1100 m wurde auf einem Sporn der Yuvacça Yaylası des 2463 m hohen Kapı Dağı errichtet, eines Ausläufers des Taurus-Gebirges. Das regelmäßige Straßennetz in der Ebene deutet auf eine jüngere planmäßige Neuanlage. Der Ort wurde nach 1950 in die nördlich vorgelagerte Ebene verlegt. Die weitgehend ruinierte und verlassene Altstadt erstreckt sich an den Flanken des tief eingekerbten Şehir Çayı (Stadtbach) sowie mit ihrem Kern- und Burgbereich auf dem 1000 m langen und 250 m breiten Selcuklu-Hügel, der an drei Seiten steile Klippen aufweist und nach Süden zum Kapı Dağı hin kräftig ansteigt. Dadurch war der Zugang zur einst befestigten antiken Altstadt nur von einem weniger steilen Hang im Südwesten möglich. Die Stadt liegt an einer alten Handelsroute zwischen Ost- bzw. Zentralanatolien und Westanatolien, die allerdings heute eher bedeutungslos ist. Bemerkenswert ist ihre Lage am Rande einer sehr breiten und bewässerten fruchtbare Ebene, die im Laufe der Geschichte immer entsprechende Attraktivität für Siedler hatte.

## Klima in der Region Uluborlu
Die Sommer sind heiß und trocken, die Winter kalt und regnerisch. Die durchschnittliche Jahres-Temperatur liegt bei 11,6 °C, die durchschnittliche Luftfeuchtigkeit bei 59,2 %, die niedrigste Temperatur des Jahres bei −12,1 °C und die höchste bei 34,6 °C. Der Mittlere Jahres-Niederschlag beträgt 564 mm. Es regnet hauptsächlich in den frühen Frühlings- und Herbstmonaten. Dabei kommt der Regen hauptsächlich aus westlichen und südlichen Richtungen. Die meisten Niederschläge fallen im Dezember (83,3 mm) und Januar (92,7 mm). Niederschlagsfrei sind die Monate Juli und August bei maximalen Temperaturhöhen von im Mittel 32 °C. Die moderatesten Temperaturen liefern die Monate September und Oktober (Mittlere Maximalwerte zwischen 27 °C und 20 °C) sowie April und Mai (Mittlere Maximalwerte zwischen 16 °C und 22 °C, wobei dann leichte Nachtfröste nicht auszuschließen sind). Allerdings fallen dort zu dieser Zeit Niederschläge im Mittel über 50 mm an mehr als 6 Tagen, wobei die Tage immerhin 13 bis 14 Stunden Sonnenschein bieten. Mit winterlichen Frösten von durchschnittlich 0 bis −4 °C kann man zwischen November und März rechnen.

## Wirtschaft im Kreis Uluborlu
Neben städtischem Handwerk steht in Stadt und Kreis Uluborlu die Pflanzenproduktion, vorrangig Bewässerungswirtschaft, an erster Stelle der Einkommensquellen. Nach dem Bau des Uluborlu-Staudamms (siehe unten) im Jahr 1977 wurde die Obstproduktion nach modernen Methoden begonnen. In der Regel werden Früchte, wie Äpfel, Kirschen, Quitten und Birnen, angebaut. Die Kirschenproduktion hat dabei im Kreis einen sehr wichtigen Platz im Obstbau. Im Landkreis wachsen 17 Kirschenarten. Das Hauptmerkmal der Uluborlu-Kirschen ist ihre Qualität, ihre lange Haltbarkeit und ihr besonderer Geschmack. Sie werden jedoch nicht im Inland verkauft, sondern wegen ihrer hohen Qualität vollständig in ausländische Märkte exportiert. Dabei geht ein bedeutender Teil der Uluborlu-Kirschen, deren Produktion vor 30–35 Jahren begann, in europäische Länder, wie Großbritannien, Deutschland, die Niederlande und Belgien. Ein entsprechendes "Kirschen-Fest" findet in der Kirschensaison je nach Kirschernte zwei Tage lang in der letzten Juniwoche bzw. in der ersten Juliwoche statt. Die traditionelle Viehhaltung ist eher zurückhaltend und weitgehend nur im dörflichen Umland der Stadt verbreitet. Die Direktion für Ernährung, Landwirtschaft und Viehzucht nennt 69 Erzeuger mit 173 Arbeitskräften, die sich um 1827 Rinder und 15.013 Stück Kleinvieh (Schafe) kümmern.

## Uluborlu-Talsperre

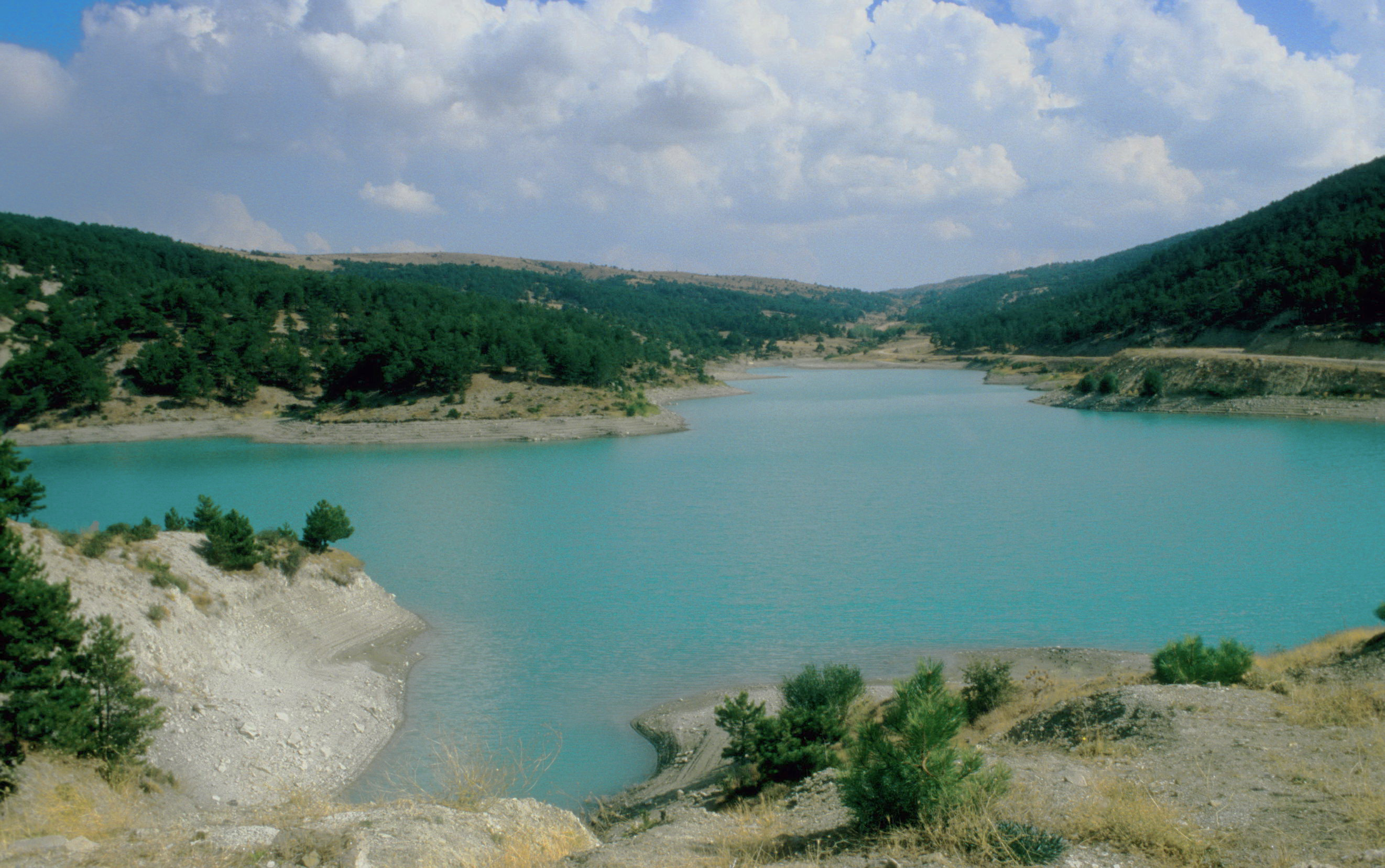
Die kleine Talsperre am Pupa Çayı im Hinterland von Uluborlu entstand zwischen 1977 und 1984 für den Hochwasserschutz und zur Bewässerung von 1808 Hektar in der Gençali Ovası bei Uluborlu.

Der zwischen 1977 und 1984 für die Bewässerung und den Hochwasserschutz am Pupa Çayı bei Isparta gebaute Uluborlu-Damm staut mit einem Erddamm eine Kleintalsperre im Südwesten des Kreiszentrums Uluborlu. Er sammelt die Gewässer von Şalgamlık, Karatavuk und Kuruçay. Seine Höhe vom Bachbett ist 75 m, das Stauvolumen bei normaler Wasserhöhe beträgt 21.400.000 m³, und die Seefläche bei normalem Wasserstand liegt bei 1,25 km². Der Damm bietet Bewässerungsdienste auf einer Fläche von 1.808 Hektar. Der Stausee ist direkt mit Überlaufkanälen verbunden und bewässert ein landwirtschaftliches Gebiet im Bezirk Uluborlu von 2.454 ha, wo im Obstanbau vor allem Apfel-, Süß- und Sauerkirschplantagen bewässert werden.

## Einblicke in die Geschichte der Stadt Uluborlu
Die Stadt hieß im antiken Pisidien Mordiaum bzw. später Apollonia, wurde 334 v. Chr. von Alexander dem Großen kontrolliert, kam 281 v. Chr. an das Seleukidenreich und blieb zwischen 183 und 133 v. Chr. in den Händen des Königreichs Pergamon, ehe sie 130 v. Chr. an die römische Provinz Kilikien und später an die Provinz Asia fiel. Apollonia war eine wichtige Station an der von Kaiser Augustus errichteten Militär- und Handelsstraße "Via Sebaste", die von Olbasa über Kremna nach Antiochia (Antakya) führte. 39 bis 25 v. Chr. kam Apollonia kurzfristig unter die Herrschaft des galatischen Königs Amyntas, wurde nach Ende des Römischen Reiches byzantinisch und von Domitian, dem Herrscher zu Antiochia (Antakya), im 5. Jahrhundert nach dem hier lebenden Heiligen Zozimus in Sozopolis umbenannt.
Als Heerführer unter dem Großseldschuken-Sultan Malik Schah I. hatte Süleyman Schah (Suleiman ibn Kutalmiş), der Gründer des Sultanats von Rum, 1074 Antiochia und 1075 die byzantinischen Städte Nicäa (İznik) und Nikomedia (İzmit) von den Byzantinern erobert und wurde Herrscher über die nordwestlichen Provinzen des Seldschukenreiches (1077–1086), Dabei fiel nach einem Vertrag mit Byzanz, das den Überfällen durch Süleyman Schah nicht widerstehen konnte, auch die Stadt Sozopolis 1074 in die Hände der Türken. Bereits vorher hatten sich Cuman-Kipchak-Türken, die als Söldner in der byzantinischen Armee dienten, in Uluborlu angesiedelt. Sie gaben dem Ort den Namen Borlu (von Bor), da sie zur Fraktion Bor gehörten, einem der sechzehn Stämme der Kipchak-Türken. Der Name wurde später ins osmanische Uluborlu umgewandelt. Im städtischen Museum von Uluborlu gibt es viele ethnografische und archäologische Ausstellungsstücke aus der Gründungszeit der seldschukischen Stadt auf einem felsigen steilen Hügel am Rande des Kapı Dağı mit Blick auf die ausgedehnte Ebene der Gençali Ovası. Uluborlu blieb fast ein halbes Jahrhundert in Händen der Türken. Zwischen 1119 und 1120 organisierte der byzantinische Kaiser Joannes Komnenos II. einen Feldzug, um die nach Westanatolien drängenden turkmenischen nomadischen Massen aufzuhalten. Er selbst führte zusammen mit dem Kommandanten Paktiarios einen erfolgreichen Angriff, um Uluborlu zurückzuerobern, woraufhin die Türken Uluborlu/Szopolis aufgaben.
Nach der Schlacht von Myriokephalon (1176, möglicherweise Dorf Kırkbaş im Kreis Yalvaç, Provinz Isparta, wahrscheinlich aber der Ort Yenice Sivrisi am Eğirdir Gölü bei Kemer/Kreis Gelendost, Provinz Isparta) kamen Uluborlu und seine Umgebung unter Kılıç Arslan II. 1180 wieder unter seldschukische Herrschaft, und die Stadt, in der sich eine geschäftige mittelalterliche türkische Stadtstruktur entwickelte, wurde mit der Gründung des Hamitoğulları-Beyliks durch Dündar Bey 1182 an der Grenze zu Byzanz als Zentrum einer seldschukischen Provinz ausgebaut, die sich bis Kütahya und Eskişehir erstreckte. In der aus Sicherheitsgründen stark befestigten Burg wurden seldschukische Erbfürsten zu Gouverneuren ausgebildet und als solche überall im Staate eingesetzt.  Als der seldschukische Sultan Kılıçarslan II. das Land unter seinen elf Söhnen aufteilte, übertrug er diese Region von Uluborlu an Gıyaseddin Keyhüsrev I., den er künftig an seiner Stelle als Regent ernannte. Gıyaseddin Keyhüsrev und Alaaddin Keykubad waren gut ausgebildete Gelehrte. Viele Medresen und soziale Einrichtungen entstanden zu ihrer Zeit, so dass Wissenschaftler, Künstler und Dichter nach Uluborlu strömten. So wurde Uluborlu ein wichtiges Wissenschafts- und Kulturzentren.
1361 ging Uluborlu an den jungen osmanischen Staat. Als es 1403 von Timur erobert worden war, wurden zur Bestrafung der Bewohner wegen ihrer Widerstände alle Männer getötet, Frauen und Kinder versklavt und die Burg bis auf die Grundmauern zerstört. Die Stadt behielt dennoch ihre Bedeutung insbesondere im 15. und 16. Jahrhundert bei und stach unter den damaligen osmanischen Städten mit ihrer Bevölkerung und anderen wichtigen Merkmalen, wie aktiven Handwerksbetrieben und der damit verbundenen Ahi-Tradition (siehe unten), hervor und konnte über viele Jahre ihre wirtschaftliche, soziale und kulturelle Bedeutung bewahren. Damals war Uluborlu ein Kaza (Kreis, İlçe) im Sandschak Hamid (Isparta) der Provinz Anadolu (Anatolien). Bei der ersten Volkszählung 1831 gehört der Ort weiterhin zum Sandschak Hamid. Nach einem Großbrand 1909/1911 (hier widersprechen sich die Quellen), bei dem große Teile der Stadt zerstört wurden, kam die Idee auf, Uluborlu auf ein Gebiet namens Musluk an den Rand des vorgelagerten Beckens zu verlegen, was aber erst während der republikanischen Zeit möglich wurde. Die damalige Entscheidung wurde 1935 umgesetzt und mit der Gründung der neuen Stadt begonnen, die nach 1950 endgültig in die Ebene verlegt war. Vor 1924 hatte Uluborlu als Kaza (Kreis) im Sandschak Hamit zur Provinz Konya gehört. Davor war es nur ein Bezirk der Provinz Isparta. Eine Stadtverwaltung bekam der Ort 1963.

## Die Ahi-Bruderschaft in Uluborlu
Die Ahi-Bruderschaft (Ahilik) ist eine Organisation, die von Ahi Evran (Sheykh Nasreddin Abul Hakayik Mahmud bin Ahmed al-Hoyi, volkstümlich Ahi Evran-veli oder Ahi Baba, 1169–1261), einem Bektaschi-Prediger aus Khoy (Persien), auf Anraten von Hacı Bektaş-ı Veli gegründet wurde. Es ist eine Organisation, die verschiedene Berufsgruppen von Handwerk, Handel und Wirtschaft u. a. in Anatolien organisierte, sie ökonomisch wie moralisch ausbildete und ihr Arbeitsleben mit eigenen Regeln formte. Diese Bruderschaften hatten eine Funktion ähnlich den Handwerks-Gilden mit einer sozio-ökonomischen Ordnung, in der sich Tugenden, wie Moral, Gerechtigkeit, Brüderlichkeit, Nächstenliebe usw. verbanden.
Während seines Aufenthalts in Uluborlu und Kayseri gründete Ahi Evran mit Unterstützung von Sultan Gıyaseddin Keyhüsrev I., dem Fürst von Uluborlu, der sich in der Beylik-Zeit gerne unter die Handwerker mischte, die Ahi-Organisation. In den folgenden Zeiträumen des Mittelalters wurde Uluborlu dadurch eine Wissenschafts- und Handwerkerstadt, in der die Ahi-Kultur am verbreitetsten war. Einer der diesbezüglich damals wirksamen Pull-Faktoren waren die nach und nach erfolgten Zuwanderungen von Ahi-Anhängern infolge der mongolischen Invasionen nach dem Kösedağ-Krieg (1243 wurde Anatolien von den Mongolen besetzt und völlig zerstört), nachdem Kayseri besetzt worden war und die Ahis dort schweren Verfolgungen ausgesetzt waren. Sie begannen deshalb eine intensive Migration in den Westen Anatoliens. Bedeutende turkmenische Persönlichkeiten nahmen an diesen Migrationsbewegungen teil und agierten nebenher in Wissenschaft, Kunst und zivilem Leben. Da in Uluborlu wegen seiner bedeutenden Ahi-Kultur manche Brunnen, Mausoleen und Moscheen im Namen der Ahis erbaut worden waren und es zudem viele Handwerkergruppen gab, galt die Stadt für diese Gruppen im Mittelalter als ein entsprechend sicherer Ort.

## Die ruinierte Altstadt

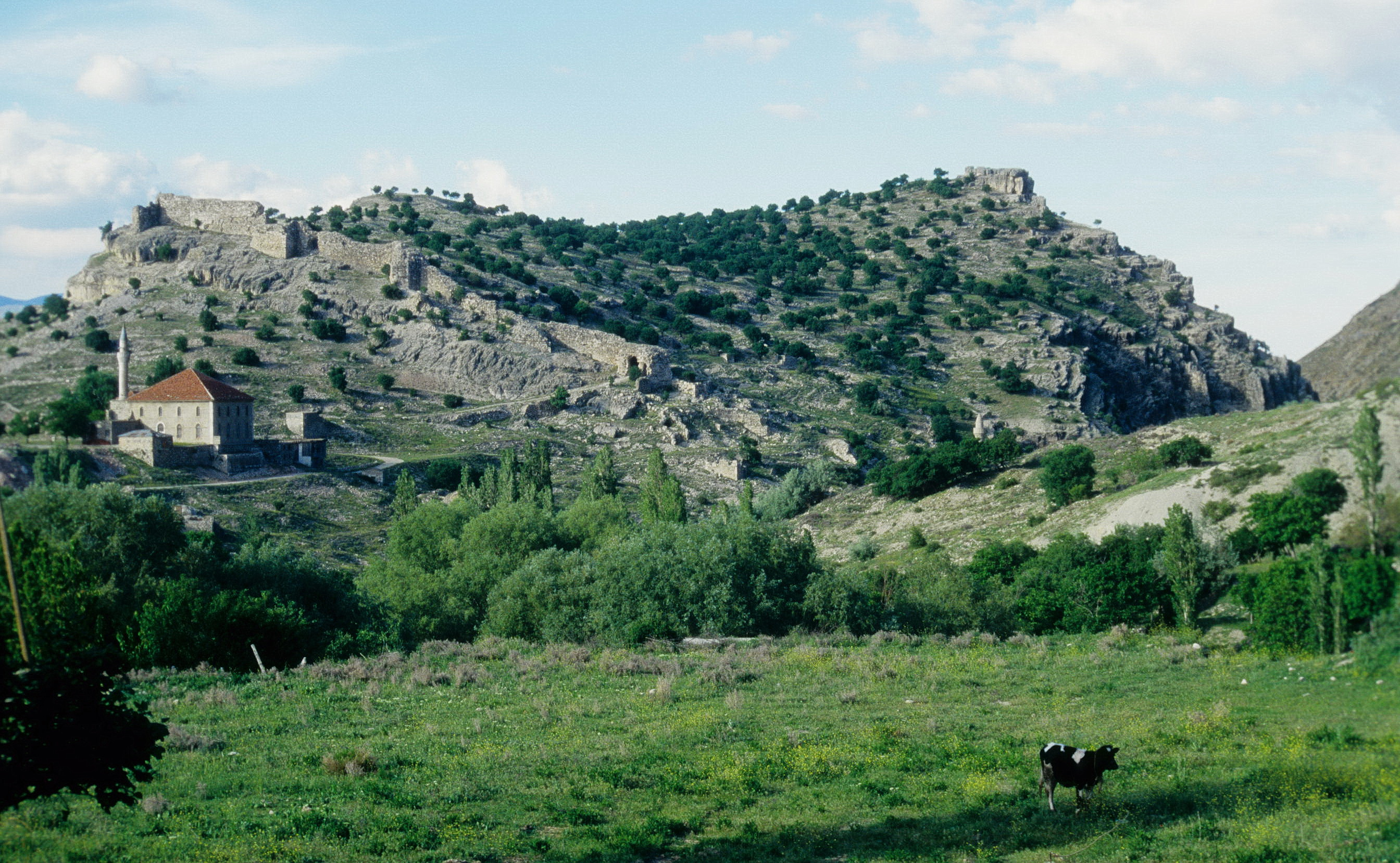
Hoch über der modernen Stadtanlage von Uluborlu liegt die durch Brand zerstörte Altstadt.

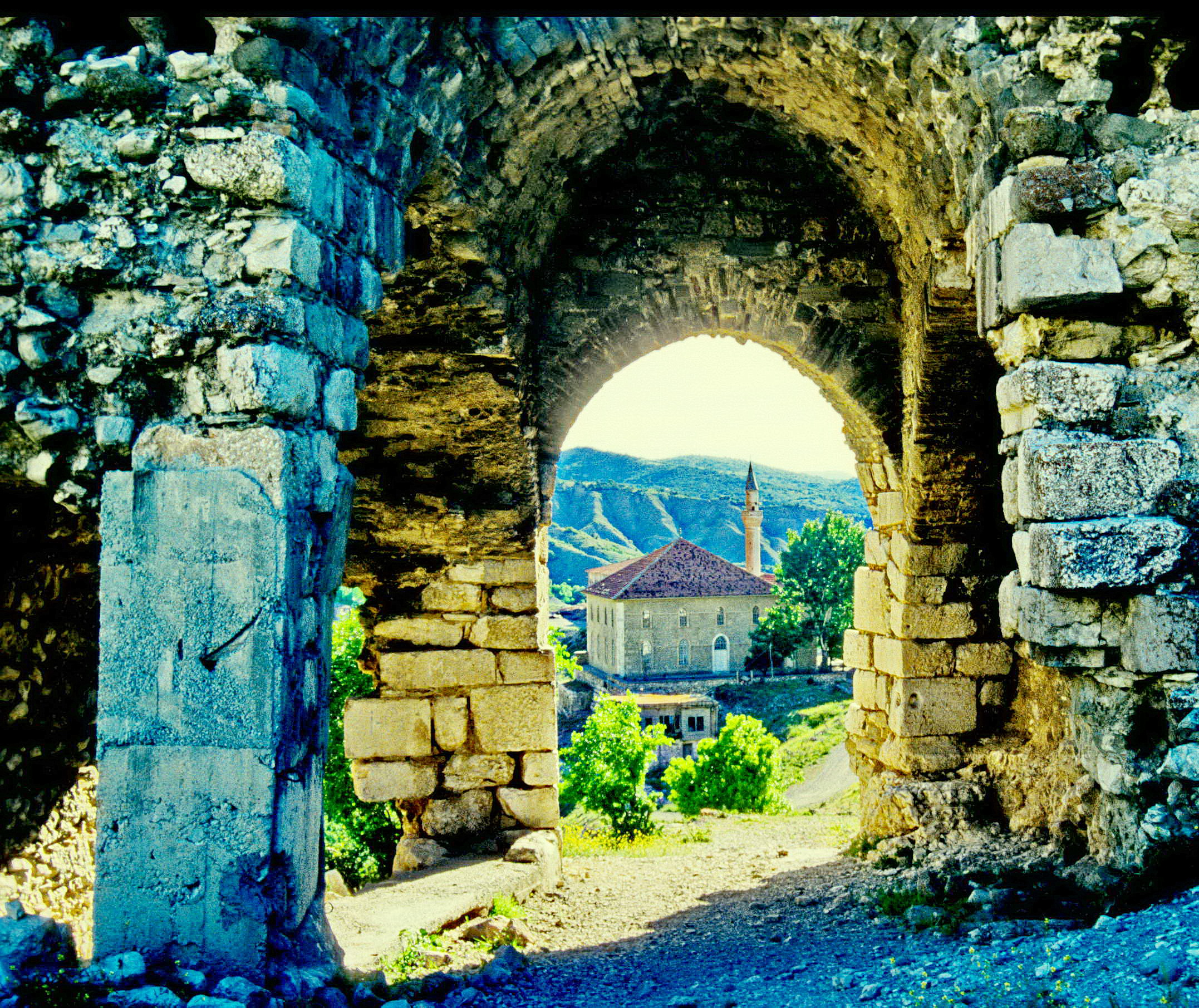
Blick durch das alte Stadttor von Uluborlu nach Westen auf die Alaeddin-Moschee im Mai 1997.

Es ist bekannt, dass die Burgstadt (das antike Apollonia) in 1200 Meter Höhe schon Jahre vor der Seleukidenzeit errichtet worden war und sich vom Şehir Çayı bis zur Gençali Ovası erstreckte, wobei der Zugang zur Stadt nur von einem weniger steilen Hang aus im Süden möglich war. Deshalb wurde diese Seite mit einer hohen Festungsmauer geschlossen und die bereits vorhandene Burg ausgebaut, um die Sicherheit der Stadt zu gewährleisten. 1911 wurden bei einem verheerenden Brand große Teile der alten Stadt zerstört, worauf erst ab 1935 eine neue Stadt in der Ebene angelegt wurde. Die ruinierten Bereiche der Stadt wurden zwar partiell wieder besiedelt und einzelne Bauten restauriert, die größten Flächen der alten Stadtviertel allerdings sind bis heute Ruinenfelder.

### Die Stadtbefestigungen

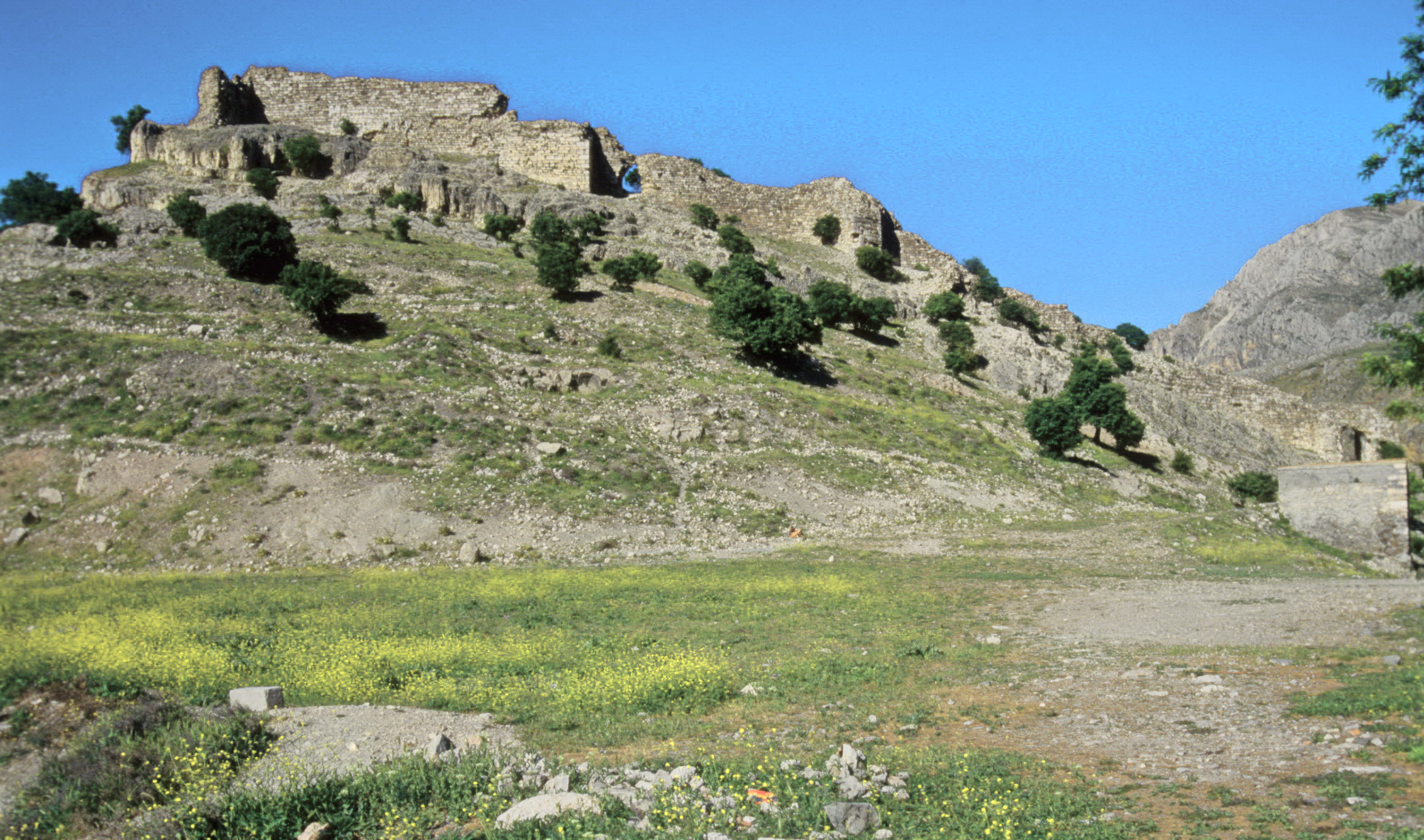
Das Bild zeigt einen Teil der erhaltenen Burgmauer von Uluborlu mit einem der Tore (Bildmitte ganz rechts) ins ehemalige Burgviertel.

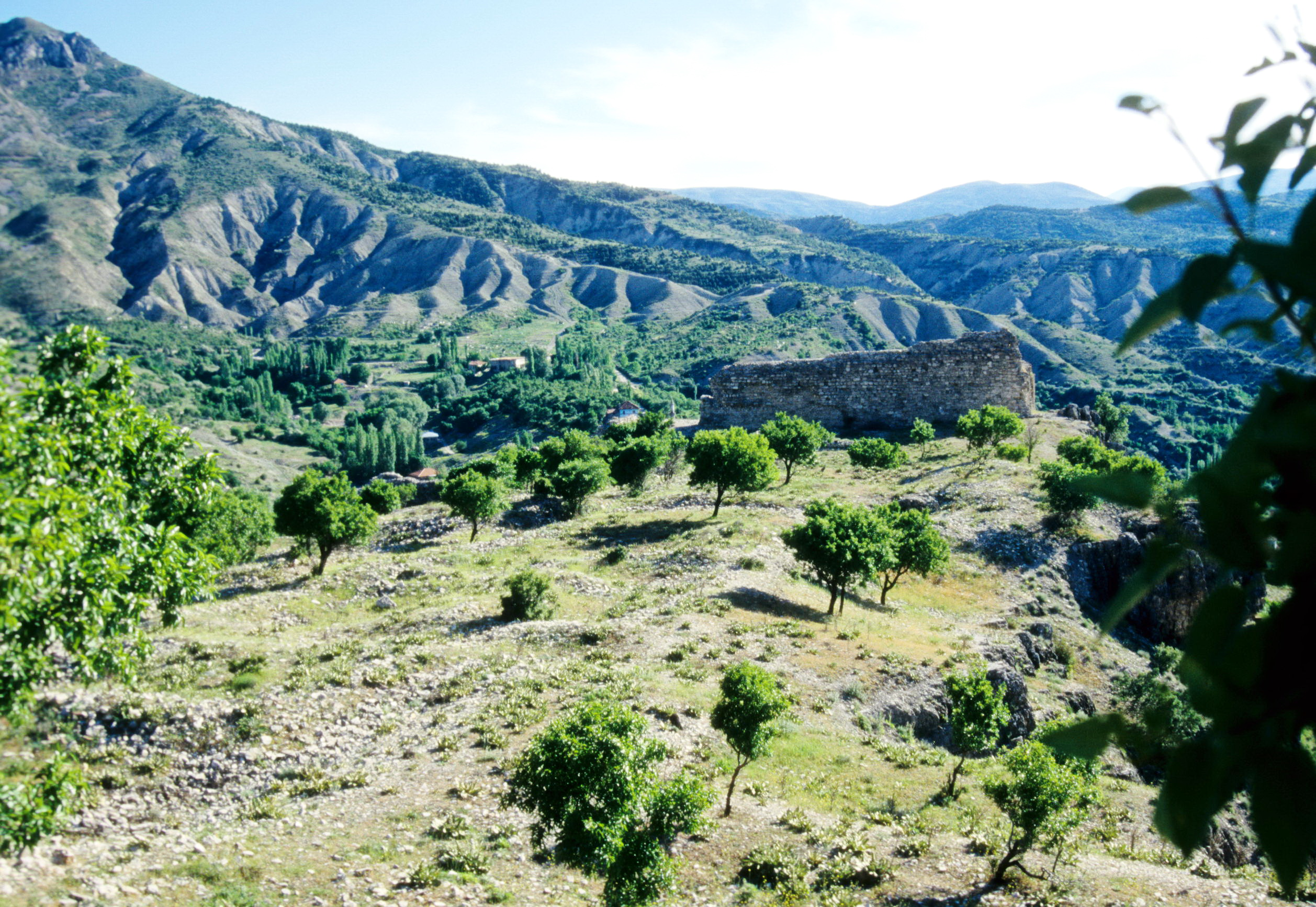
Beim Blick über das Ruinenfeld der oberen Altstadt von Uluborlu erkennt man vor den Resten der Burgmauer noch Grundrisskuhlen von Gebäuden in der Steinstreu.

Ein 200 m langer Teil der Burgmauern Uluborlus steht noch. Um Angriffe vom hinteren Hang aus zu verhindern, war gegenüber der Burgmauer im Mittelalter eine weitere Befestigung errichtet worden. Die Dicke der Burgmauern betrug ca. 3 m und ihre Höhe etwa 6 m. Die intakten Festungsteile enthalten Reste der Burgsiedlung, von der noch zwei Burgtore erhalten sind. Das größere dieser Tore entstand während des Burgbaus. Den zweiten Durchlass schuf man erst nach dem Tanzimat-Firman (Edikt von Gülhane 1839) als Zugang zur Burgsiedlung für nicht-muslimische Bewohner (Christen, Juden). Dieses Tor ist 4 Meter hoch und 2,5 Meter breit. Aus älteren Quellen weiß man, dass es insgesamt drei Bastionen an den Mauern gab, die von den Bewohnern Buruç (Burç = Burg) genannt wurden. Die Höhe der Bastion im äußersten Norden der Mauern betrug 11 m, ihre Dicke 7,5 m und ihre Breite 10 m, die zweite Bastion war 10 m hoch und trapezförmig angelegt, im Norden 10 m und im Süden 5 m breit. Der dritte Turm ist eine 11 m hohe Struktur von 6 m bis 8 m Breite. Einige der Steine, die während des Baus und der Reparatur der Burgmauern verwendet wurden, sind anhand von Inschriften als frühere historische Relikte (Spolien) identifizierbar. Solche aus der Karamaniden-Zeit kommen zusammen mit hellenistischen und spätrömischen Überresten vor und zeigen, dass diese Gebäude später unter Verwendung von Spolien repariert wurden.

### Ältere Moscheebauten

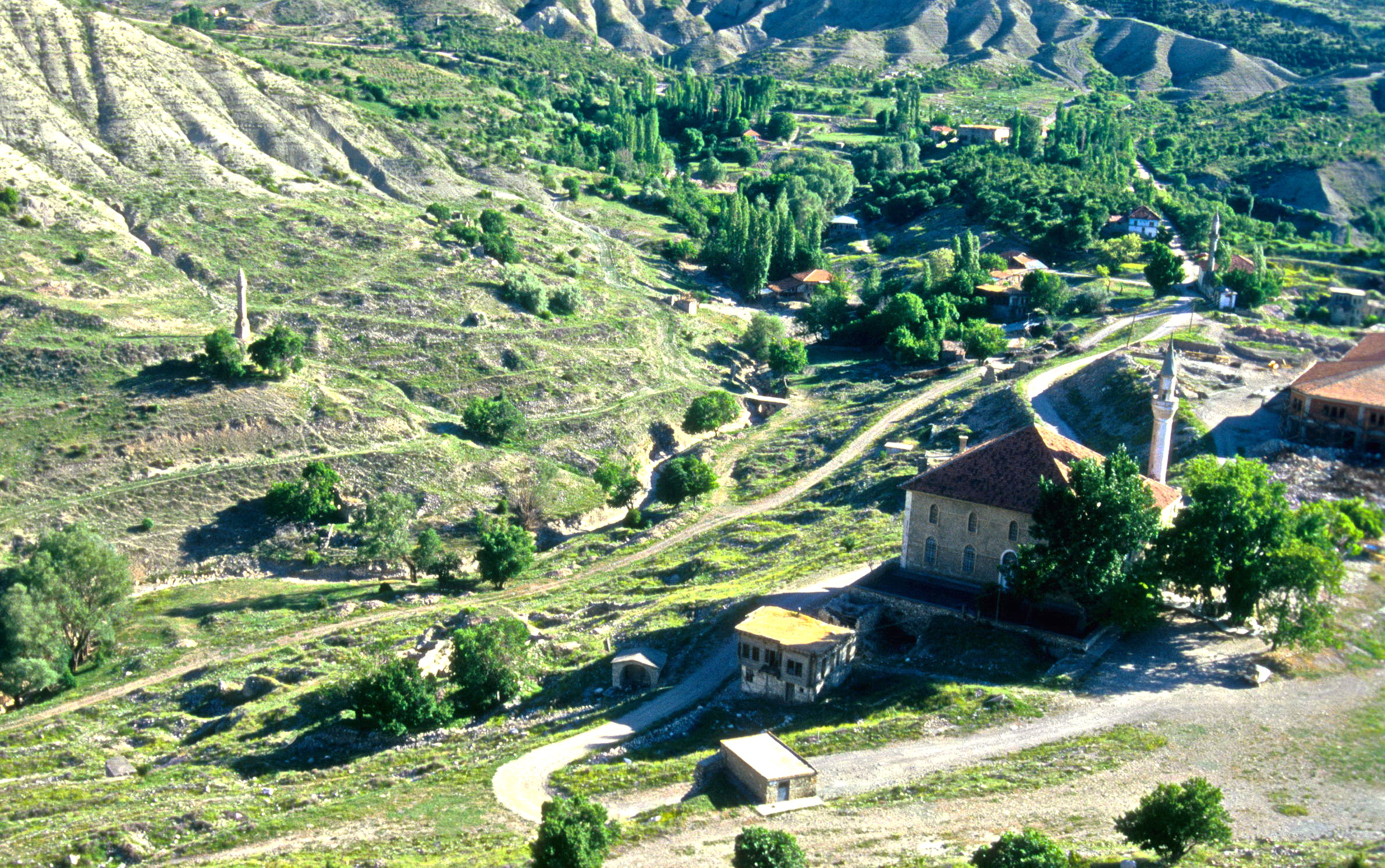
Blick vom Plateau der Altstadt Uluborlus auf die Alaeddin-Mosche (Mitte rechts), Im Mittelgrund (links) das einsame sogenannte Sallen-Minarett der Salih Efendi Camii aus der Seldschukenzeit.

Nachweisbar in der ruinierten Altstadt sind sieben Moscheen, von denen drei als Gebäude existieren, wobei von einer nur ihre Minarett - ein Werk aus der Hamidoğulları-Zeit - bis heute erhalten ist. An letzterem einsamen Minarett, dem sogenannten Sallen-Minarett der Salih Efendi Camii, fehlt eine Inschrift, obwohl es eine Inschriftstelle am Minarett gibt. Allerdings deutet am unmittelbar benachbarten Scheich-Muhiddin-Brunnen eine Inschrift auf die Hamidoğullari-Zeit hin. Das Minarett dieser ruinierten Moschee steht im Viertel Salih Efendi, das als Stadtteil bekannt ist, in dem die Familie von Dündar Bey, einem Nachkommen von Hamidoğulları, in der Geschichte lebte.

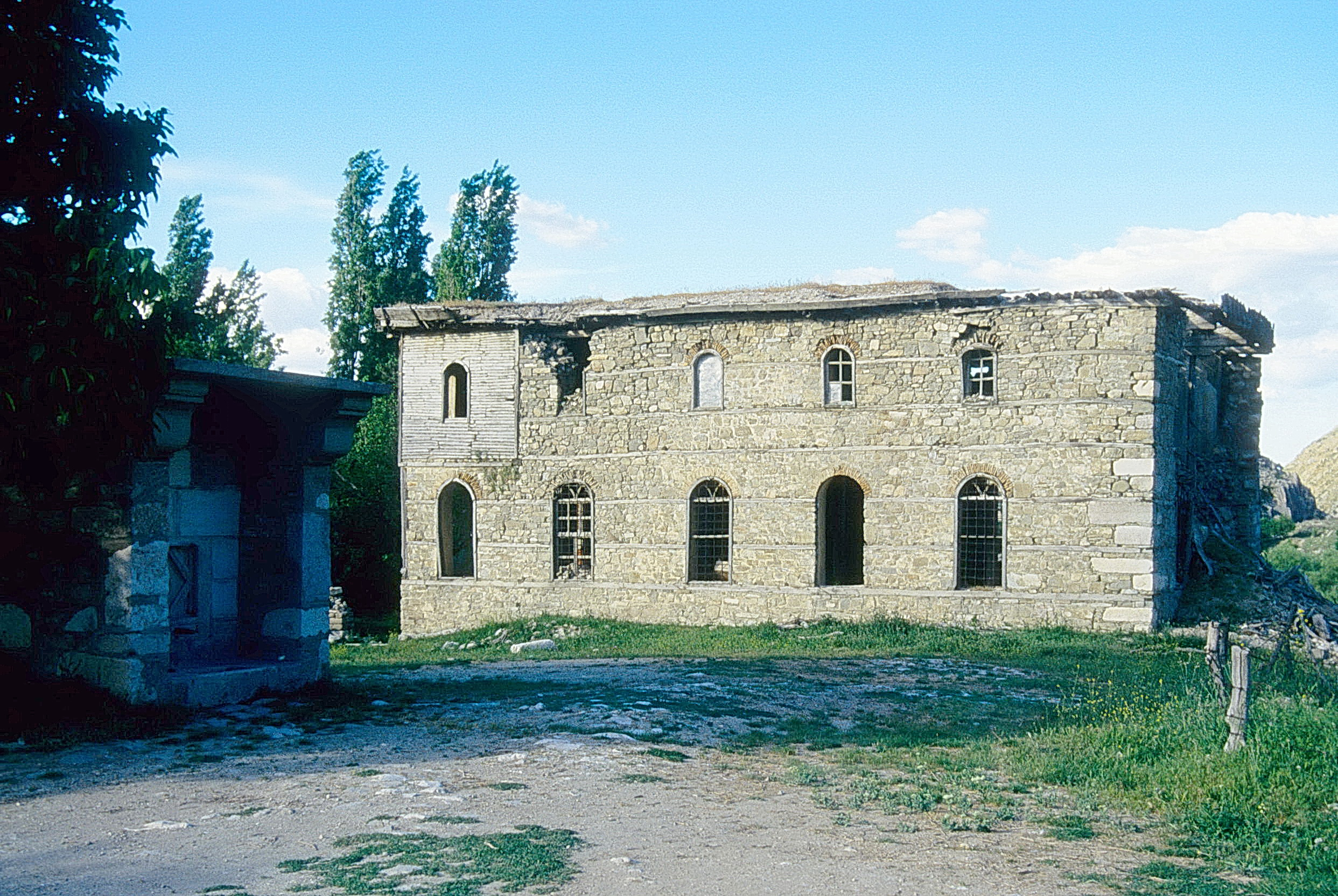
Im Gartenviertel (Bahçe Mahallesi) der Altstadt von Uluborlu befindet sich gleichnamige Moschee (Bahçe Camii), einer Holzkonstruktion mit Erddächern, die zur seldschukischen Zeit gehört. Hier 1997 vor der Restaurierung.

Im Gartenviertel (Bahçe Mahallesi) der Altstadt befindet sich eine gleichnamige Moschee (Bahçe Camii), eine einfache Fachwerkkonstruktion mit Erddach, die zur seldschukischen Zeit gehört und bis 1983 für Gottesdienste geöffnet war. Inzwischen wurde diese Moschee nach längeren Reparaturarbeiten originalgetreu restauriert und 2017 wieder in Betrieb genommen. Über die Bahçe Camii (Gartenmoschee) mit rechteckigem Grundriss gibt keine Informationen hinsichtlich Baudatum und Erbauer. Der Zugang zur Moschee erfolgt durch eine Tür an der Nordfassade. Es gibt kein Minarett.

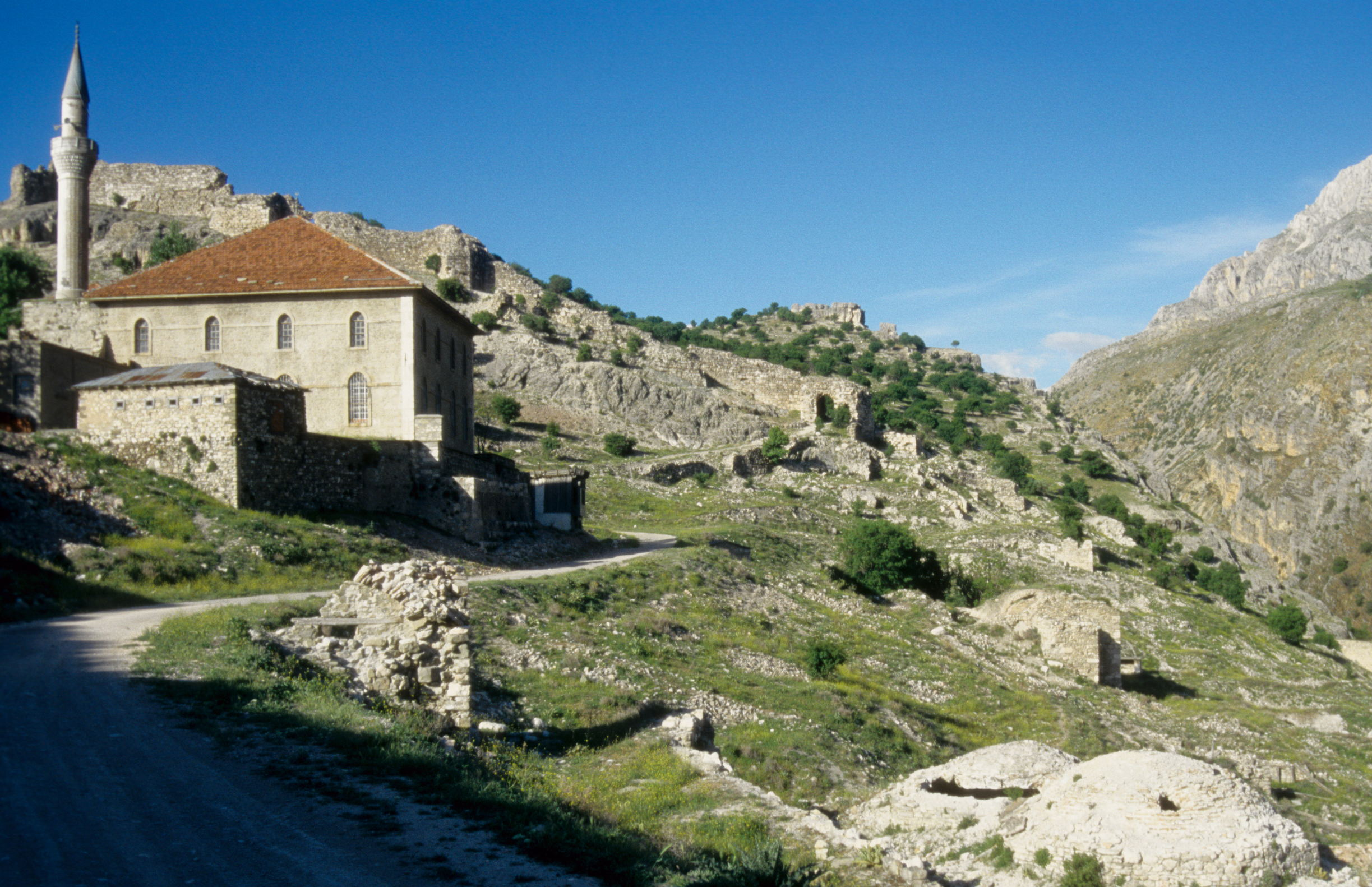
Hinter der Alaeddin-Moschee am Hang des Burgberges erkennt man die Mauern des Burgviertels der ruinierten Altstadt von Uluborlu.

Einer der wichtigsten Bauten aus seldschukischer Zeit ist die Alaaddin-Moschee. An dieser Moschee befinden sich zwei Inschriften, eine am Minarett und eine an der Eingangstür. Sie wurde demnach 1231 während der Regierungszeit von Sultan Alaaddin Keykubad auf dem Grundstück von Melike Adile, der Tochter von Tuğrul Shah, errichtet. Sie ist in Funktion und verfügt über ein Minarett mit einem Balkon aus Ziegeln, elf Kuppeln auf vier Säulen, fünfundzwanzig Fenstern und drei Eingangstüren. Einige Teile der Moschee wurden beim Brand von 1909/11 zerstört, 1929 aber repariert und das Gotteshaus wiedereröffnet. Während der Instandsetzungsarbeiten der Moschee wurden weitere Inschriftenstücke restauriert und im städtischen Museum aufbewahrt. Das Minarett der Alaaddin-Moschee wurde 2004 durch einen Blitzschlag beschädigt, erlitt allerdings nur geringe Schäden, so dass es von der regionalen Stiftungsdirektion von Antalya 2006 restauriert, repariert und in ursprüngliche Form und Zustand der seldschukischen Zeit versetzt werden konnte.
Es gibt im muslimischen Viertel der Altstadt die Ahi-Bahaeddin-Moschee nebst Mausoleum (Bahaeddin Türbesi) und Brunnen, in deren Innenhof ein Grab namens „Efendi Sultan“ steht. Obwohl eine Bauinschrift fehlt, lässt sich mithilfe einer Reparaturinschrift (von İlyas Bin Ferhad 1299) erschließen, dass diese Moschee als eine der ersten türkisch-islamischen Moscheen in Anatolien einzustufen ist. Sie steht unmittelbar an der Grenze zwischen muslimischem und nicht-muslimischem Viertel der ruinierten Altstadt. Da das Siedlungsgebiet damals sehr eng war, wurden die Friedhöfe der Muslime in einem Gebiet außerhalb der Mauern angelegt.
Die Ahi-Şemseddin-Moschee und der dazu gehörende Grabbau (Ahi Şemseddin Türbesi 1324) aus seldschukischer Zeit befanden sich im Abschnitt zwischen der Alaaddin-Moschee und der Burg. Sie werden ins Ende der seldschukischen Zeit datiert. In Uluborlu, wo Handwerk und Handel sehr verbreitet waren und entsprechend die Ahi-Bruderschaft (Achiyya/Ahilik) sehr präsent waren, stehen heute nur noch die Ruine dieses Gebäudes und ein Grabbau neben dem Fundament der Moschee, der von der Bevölkerung als die sieben Brüder bezeichnet wird. Die Inschrift an der Derwischloge neben dieser Moschee trägt das Datum 1314. In Anbetracht der Tatsache, dass das Grab auf dem Friedhof der Moschee errichtet wurde, geht man davon aus, dass die Moschee hier zuvor gebaut wurde. Dementsprechend sollte die Ali-Şemseddin-Moschee eine Arbeit aus der seldschukischen Zeit sein. Sie brannte beim Großfeuer von 1911 (?) nieder, wobei viele Artefakte zerstört wurden.
Darüber hinaus gab es zwei weitere Moscheen, die Emrem-Moschee und die Karabey-Moschee aus der seldschukischen Zeit, deren Überreste verschwunden sind, sowie in jedem Ortsteil eine Moschee: die Salman-, Kavukçu-, Tabakhane-, Tahtapazar-, Kurt- und Bağcıoğlu-Moschee.

### Reste im christlichen Altstadtviertel
Zu Beginn des 19. Jahrhunderts existierten im nicht-muslimischen Viertel, das durch eine Mauer vom muslimischen Viertel getrennt war, zwei Kirchen. Eine von ihnen lag damals bereits in Trümmern, und die zweite, offenbar eine sehr alte Kirche, war reparaturbedürftig, wurde aber benutzt. Die öffentlichen Gebete hier waren auf Türkisch. In der Burg gibt es keinen Friedhof von Nicht-Muslimen, u. a. weil die Bestattungsbräuche der Christen völlig anders als die muslimischen waren: Jede Familie hat ein oder zwei eigene Gräber auf dem Kirchhof. Ein Verstorbener einer christlichen Familie wurde in einem dieser Gräber bestattet und dort bis zum Tod einer weiteren Person aus derselben Familie aufbewahrt. Wenn eine zweite Person aus dieser Familie starb, wurden die Knochen des früher Begrabenen aus dem Grab entfernt und an einem Platz namens „Kemiklik“ (Knochenplatz) auf dem Kirchenhof deponiert. Diese Tradition beruhte einerseits auf dem Platzmangel in der Stadt, andererseits auf der Tatsache, dass Nicht-Muslime keine Friedhöfe außerhalb der Stadt errichten durften. Auf dem „Kemiklik“ dieser alten Kirche existierten noch bis in die letzten Jahre einige Knochenreste.

### Koranschulen (Medresen)
Eine der alten seldschukischen Bildungsstätten ist die Kargılı Lala Medresesi, wo Gıyaseddin Keyhüsrev für eine bestimmte Zeit erzogen wurde. Diese Medrese wurde bis zur letzten Periode des Osmanischen Reiches genutzt und von 1965 bis in die 1970er Jahre als Wohnhaus genutzt. Ihre Ruinen existieren noch heute und weisen alle Merkmale der typischen seldschukischen Medresen-Architektur auf. Die Medrese mit Außenmaßen von 14,60 × 23,50 m wird unter den Bewohnern als Taş Medresesi (Stein-Mederese) bezeichnet. Inzwischen wurden Teile der Mauern nördlich der Westmauer vollständig abgerissen und sollten restauriert werden. Der Bau enthält auch ein Grab, das dem ersten mystischen türkischen Volksdichter und Sufi-Mystiker der Bektasch-Bruderschaft Yunus Emre zugeschrieben wird. Abgesehen von dieser Medrese gab es zwei weitere Medresen aus der seldschukischen Zeit, von denen es keine Reste mehr gibt. Eine von ihnen war die seldschukische Sultan II. Alaca Medrese aus der Zeit Kılıç Arslans im Ortsteil Alaca, die andere war die Alaeddin Medrese neben der Alaeddin-Moschee. Insgesamt gab es in osmanischer Zeit 12 Koranschulen in Uluborlu: Ruşaniye-Medrese, Alemdar-Medrese, Darulkurra-Medrese, Cedid-Medrese, Hudaverdi-Medrese, Arapcık-Medrese, Safaiyye-Medrese, Coşkun-Medrese und Katipoğlu-Medrese.

### Bäder
Unter den Resten der Altstadtbauten stößt man auf drei seldschukische Bäder. Das älteste seldschukische Bad ist das Kara Bey Hamamı (auch Sultansbad), das bis 1932 in Betrieb war und heute noch besteht. Das mit seldschukischen Motiven verzierte Gebäude ist deutlich reparaturbedürftig und bietet eines der wenigen Beispiele für die typische anatolisch-seldschukische Bad-Architektur. Es wurde 1240 von Kara Bey gestiftet, der während der Eroberung der Grenzregion diente und später das Land Uluborlu als Militärlehen erhielt. Das zweiteilige Bad steht in der Altstadt im Stadtteil Büyük Çeşme (Großer Brunnen). Auf seiner Außenseite befinden sich ein Brunnen, ein Kühlraum, Umkleidekabinen, ein Ofen und ein Brennholzschuppen. Im Inneren gibt es um den Mittelstein jeweils zwei geschlossene und zwei offene Becken. Über zwei dieser Becken erheben sich kleinere Kuppeln, während die restlichen gegenüber dem Nabelstein unter der Hauptkuppel liegen.

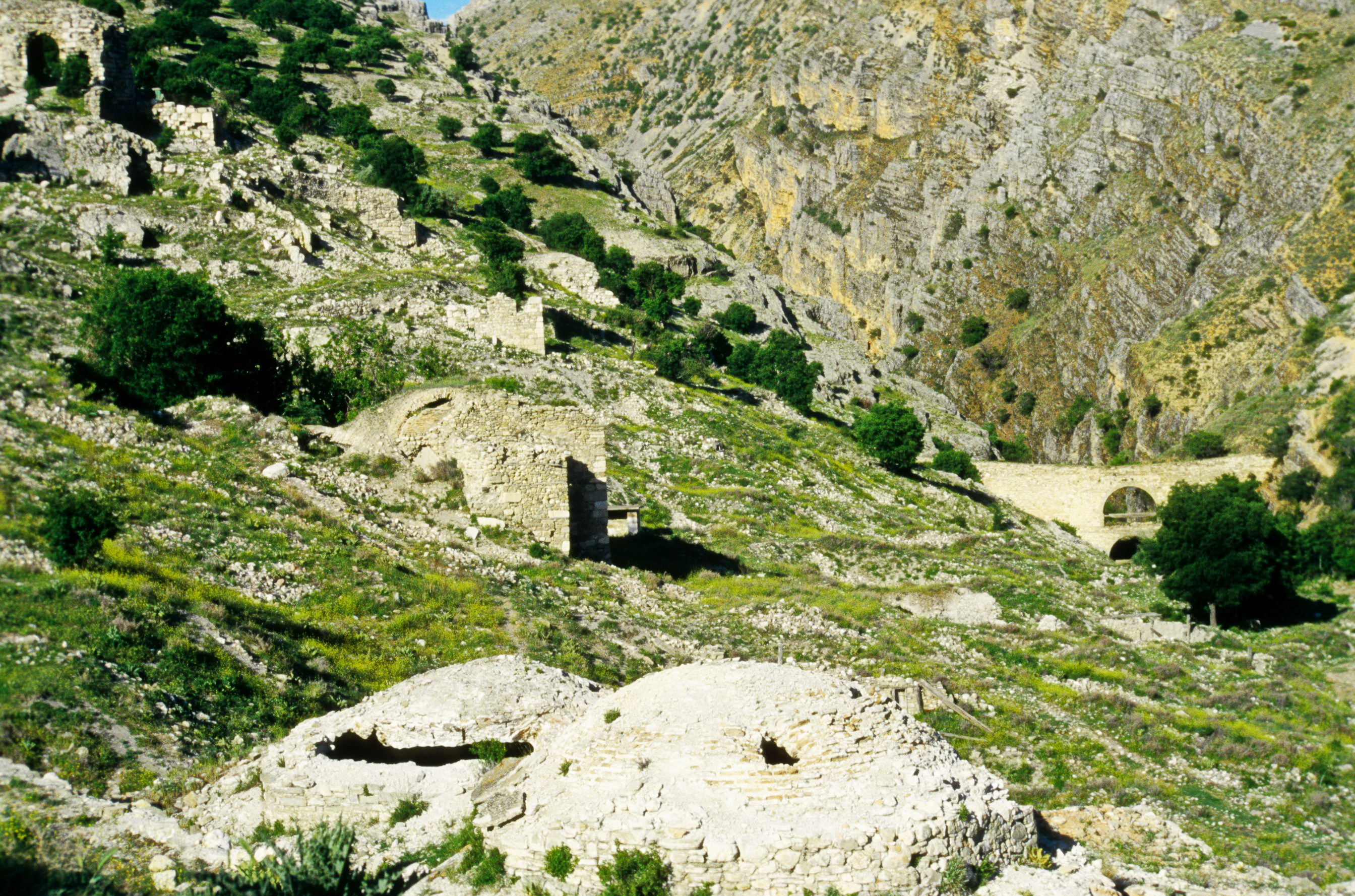
Am Nordhang der ruinierten Altstadt von Uluborlu erkennt man oberhalb des Cirimbolu-Aquädukts über den Şehir Çayı noch zahlreiche Hausreste sowie den verfallenden Bau des Baltabey Hamams (Muhtesip Hamamı)

Das zweite seldschukische Bad ist das Baltabey-Bad (Muhtesip Hamamı) im Ortsteil Muhtesip. In Büchern über das Uluğbey-Derwisch-Kloster ist vermerkt, dass dieses Bad aus dem Jahr 1180 stammt, als der letzte Teil der Stadt von den Seldschuken erobert wurde. Dies deutet darauf hin, dass die türkischen Invasoren aus einer städtischen Badekultur kamen (Persien) und diesen architektonischen Stil nach Anatolien brachten, der bis 1974 auch hier wieder alle Merkmale eines typischen Bad-Ensembles trug: Einen Brunnen (außerhalb), Kühlraumkabinen, Ofen und Holzschuppen. Im Inneren befanden sich je drei geschlossene und offene Becken, davon drei unter der Kuppel.
Eines der besten Beispiele für türkische Badekultur ist das "Hausbad" Hammam-i Cedid (İğci-Hamam), das zu einem Privathaus gehörte und sich mitten im Wohnhaus befand. Beim Abriss des Hauses blieb das Bad in der Mitte stehen, seine Kuppel und Becken sind in gutem Zustand. Darüber hinaus gab es vier weitere Bäder, nämlich das Saraçbaşı-Bad, das Emrem-Bad, das Hoceki-Bad und das Çelebiler-Bad. Aufzeichnungen über diese Bäder sind aus osmanischer Zeit vorhanden, aus denen hervorgeht, dass die meisten dieser Bauten aus seldschukischer Zeit stammen.

### Historische Brunnen
Innerhalb des Ruinenfeldes gibt es Reste von zahlreichen Brunnen, von denen 2 Inschriften aufweisen. Einer von ihnen, ein allerdings trockener Brunnen im Altstadtteil „Büyük Çeşme“, zeigt eine Löwenfigur (Spolie) und wird von den Einheimischen deshalb Arslanlı Çeşme (Löwenbrunnen) genannt. Er stammt ursprünglich offenbar aus römischer Zeit. Der Büyük Çeşme aus seldschukischer Zeit steht in unmittelbarer Nachbarschaft eines Gebäudes von 1238, das 2005 vom Kulturministerium restauriert wurde. Ein weiterer Brunnen, der Şeyh Muhiddin (Miyedin) Çeşmesi im Altstadtteil Salih Efendi, wurde laut Bauinschrift 1323 von Dündar Bey, dem Enkel von Hamid Bey, dem Gründer des Fürstentums Hamid in Auftrag gegeben und 2005 restauriert. Er ist intakt, wird aber kaum verwendet. Abgesehen davon gibt es noch dreizehn weitere Brunnen in der Altstadt, die keine Inschriften haben und über deren Bauzeit bislang keine Informationen existieren.

### Historische Brücken

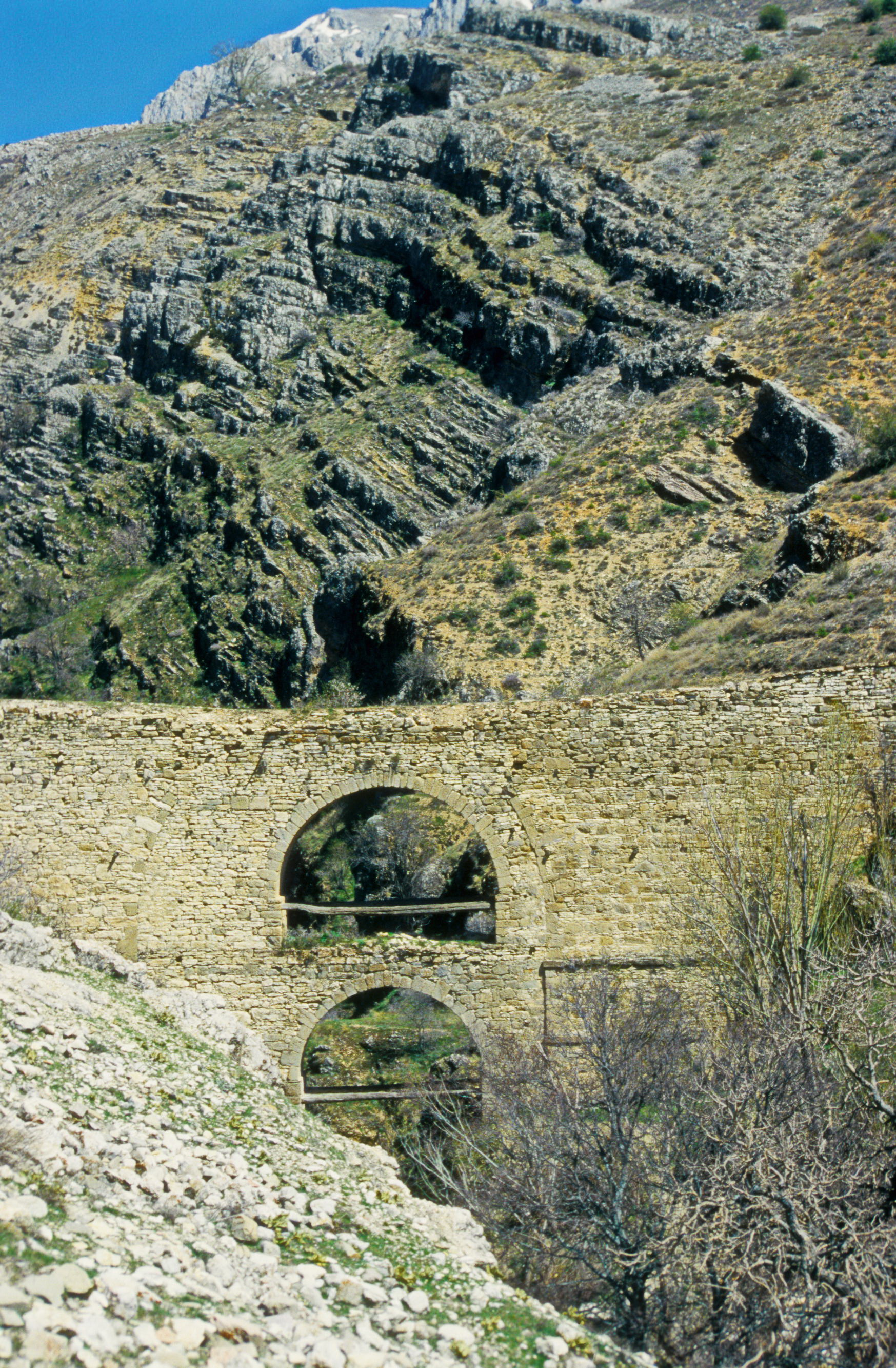
Eines der wichtigsten Brücken-Bauwerke in Uluborlu aus der osmanischen Zeit ist das doppelbogige Cirimbolu-Aquädukt (Cirimbolu Kemeri) aus dem 19. Jahrhundert.

Die Kleine Brücke (Küçük Köprü) überspannt als einfache steinerne Fußgängerbrücke mit einem Bogen den Şehir Çayı, wurde mehrfach repariert und wird auch noch genutzt. Eine weitere Brücke über den Stadtbach (Şehir Çayı), die Büyük Köprü (Große Brücke), wurde während der Seldschukenzeit errichtet. Auch sie ist eine einzelne Bogensteinstruktur und wird derzeit von Fußgängern genutzt. Eines der interessantesten Brücken-Bauwerke in Uluborlu aus der osmanischen Zeit ist das doppelbogige Cirimbolu-Aquädukt aus dem 19. Jahrhundert. Die 45 m lange, 21 m hohe und 2,5 m breite Brücke über der Şehir Çayı wurde von 1869 bis 1872 während der Regierungszeit von Sultan Abdülaziz mit staatlicher Unterstützung und von der Öffentlichkeit gesammelten Geldern errichtet. Nach dem Bau des ersten Bogens wurde darüber ein zweiter Bogen gebaut, um den Druck auf den unteren Bogen zu entlasten.